# Róbert Litauszki
Róbert Litauszki (ur. 15 marca 1990 w Budapeszcie) – węgierski piłkarz występujący na pozycji obrońcy w węgierskim klubie Vasas SC.

## Statystyki klubowe
(aktualne na dzień 17 grudnia 2016)
| Klub               | Sezon              | Liga                | Liga  | Liga   | Puchar kraju | Puchar kraju | Europa | Europa | Suma  | Suma   |
| Klub               | Sezon              | Liga                | Mecze | Bramki | Mecze        | Bramki       | Mecze  | Bramki | Mecze | Bramki |
| ------------------ | ------------------ | ------------------- | ----- | ------ | ------------ | ------------ | ------ | ------ | ----- | ------ |
| Újpest             | 2010/11            | Nemzeti Bajnokság I | 4     | 0      | –            | –            | –      | –      | 4     | 0      |
| Újpest             | 2011/12            | Nemzeti Bajnokság I | 11    | 0      | 4            | 0            | –      | –      | 15    | 0      |
| Újpest             | 2012/13            | Nemzeti Bajnokság I | 2     | 0      | 0            | 0            | –      | –      | 2     | 0      |
| Újpest             | 2013/14            | Nemzeti Bajnokság I | 21    | 2      | 7            | 1            | –      | –      | 28    | 3      |
| Újpest             | 2014/15            | Nemzeti Bajnokság I | 29    | 2      | 6            | 2            | –      | –      | 35    | 4      |
| Újpest             | 2015/16            | Nemzeti Bajnokság I | 30    | 1      | 6            | 0            | –      | –      | 36    | 1      |
| Cracovia           | 2016/17            | Ekstraklasa         | 3     | 0      | 1            | 0            | 1      | 0      | 5     | 0      |
| Újpest             | 2017/18            | Nemzeti Bajnokság I | 0     | 0      | 0            | 0            | 0      | 0      | 0     | 0      |
| Ogólnie w karierze | Ogólnie w karierze | Ogólnie w karierze  | 100   | 5      | 24           | 3            | 1      | 0      | 125   | 8      |

## Sukcesy

### Videoton
- Puchar Węgier: 2013/14